# Museum Musica
Museum Musica is een particulier muziekinstrumentenmuseum in de Groningse plaats Stadskanaal. Het is in 1992 opgericht en gevestigd in een voormalig kerkgebouw. De naam Museum Musica verwijst naar het verband dat vrijwel alle stukken hebben uit de verzameling hebben met muziek.
In het museum wordt een collectie van onder meer mechanische muziekinstrumenten en toetsinstrumenten getoond. Er zijn onder meer draaiorgels, speeldozen, pianola's, harmoniums en harmonica's. Ook worden er allerlei verwante memorabilia getoond, zoals grammofoonspelers, oude televisietoestellen, radio's en een kermis draaimolen.

## Geschiedenis
Het museum werd in 1992 opgericht door elektricien en verzamelaar Jan Norder. Vier jaar eerder had hij het Bethelkerkje in Stadskanaal-Noord gekocht dat aanvankelijk zou dienen voor de opslag van zijn verzameling. Toen een neef de collectie hierna aanvulde, vatte hij het plan op een museum in te richten.
Norder runt het museum met zijn vrouw Smilka, ze worden daarbij geholpen door buren en bekenden. In 2012 werd het bezocht door zo'n drieduizend bezoekers uit binnen- en buitenland. In de zomer vinden er ook activiteiten plaats  in de tuin naast het museum. In september 2017 werd het 25-jarig bestaan gevierd.

## Galerij

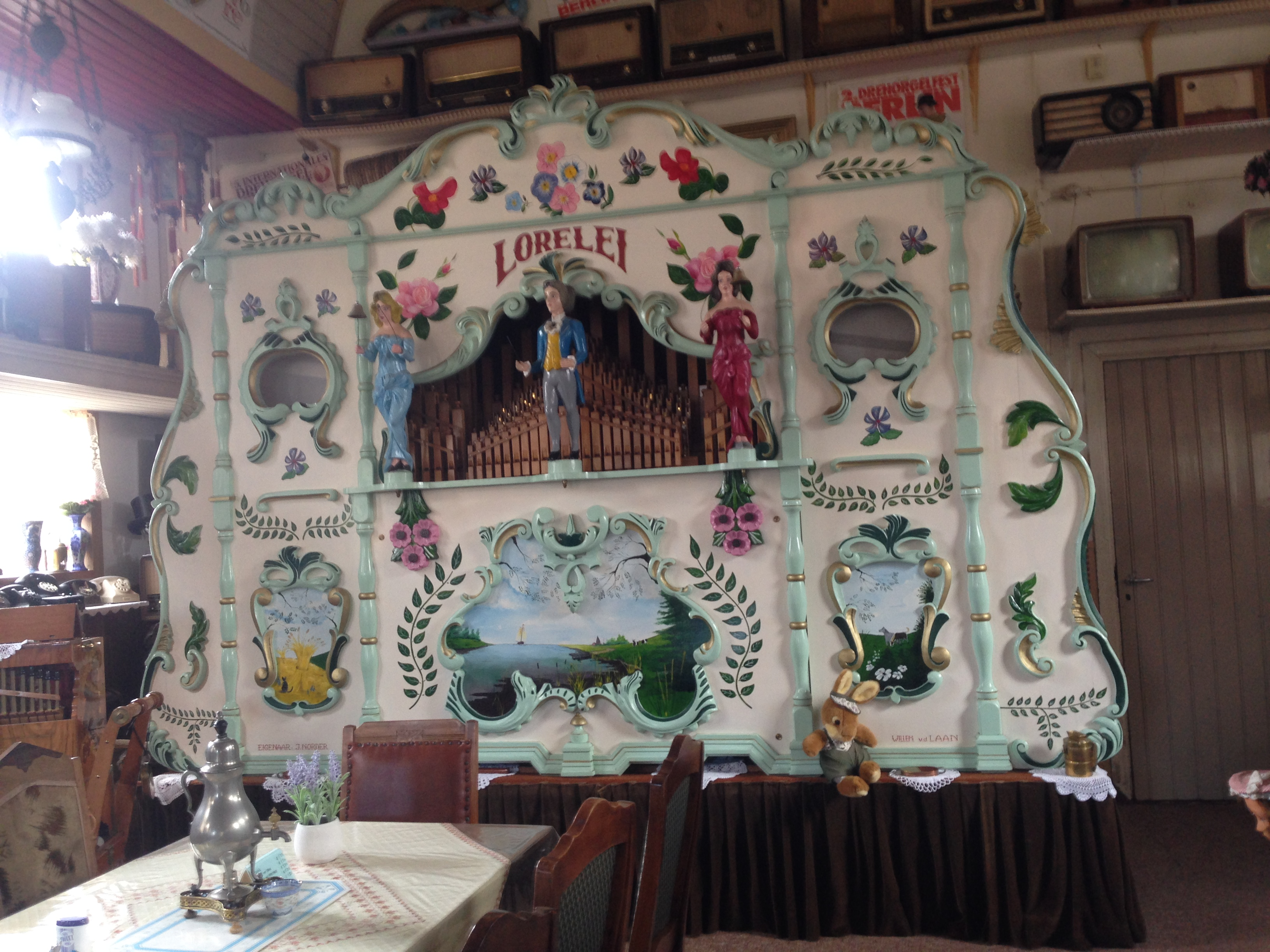
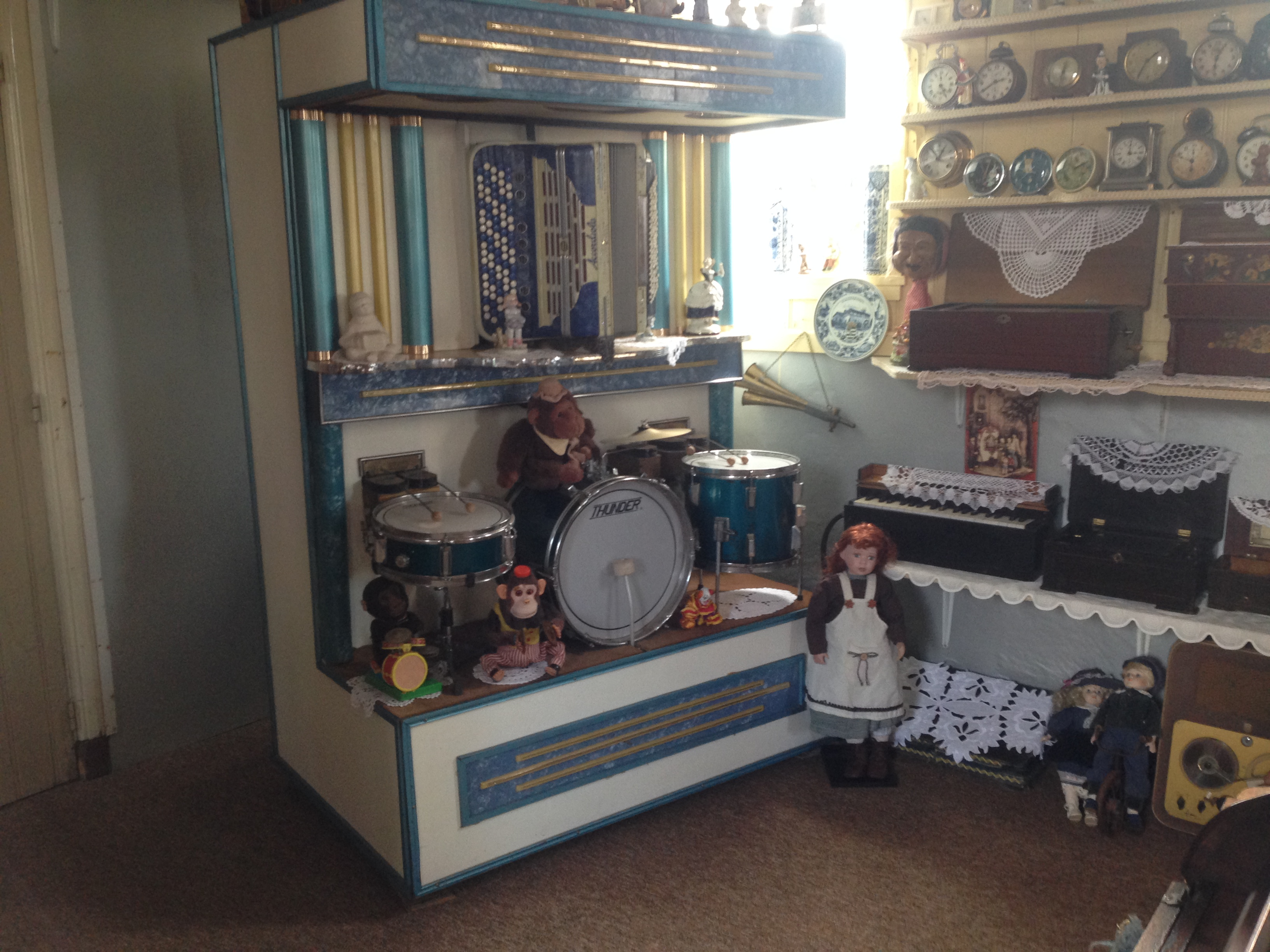
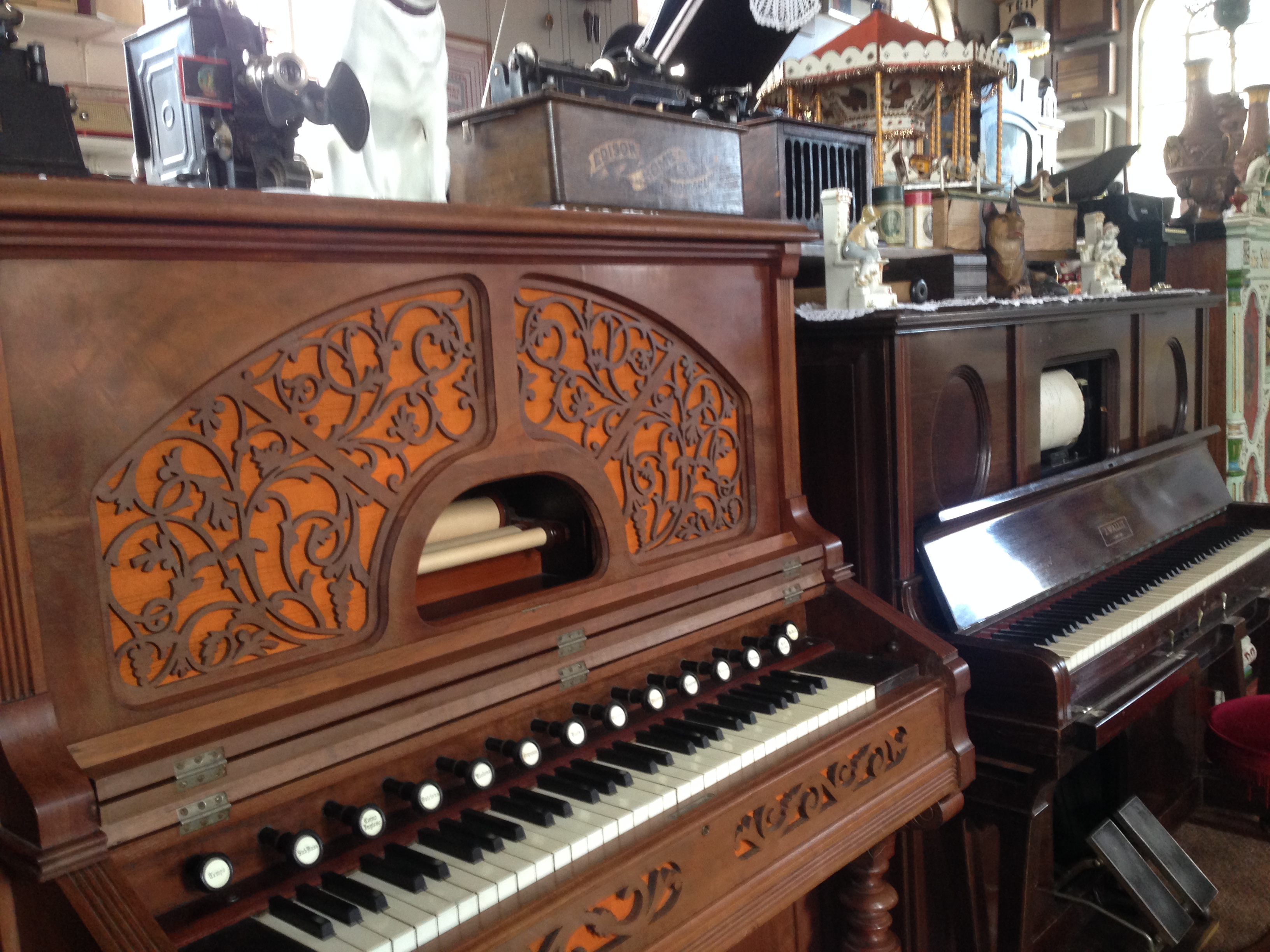